# Миллер, Гленн
О́лтон Гленн Ми́ллер (англ. Alton Glenn Miller, 1 марта 1904, Кларинда,  Айова — 15 декабря 1944, Ла-Манш) — американский тромбонист, аранжировщик. Руководитель одного из лучших свинговых оркестров (конец 1930-х — начало 1940-х годов) — оркестра Гленна Миллера. Кавалер Бронзовой звезды (1946, посмертно).

## Ранние годы
Олтон Гленн Миллер родился 1 марта 1904 года в городке Кларинда, в юго-западной части кукурузного штата Айова. Во многих русскоязычных источниках встречается дата 29 февраля в качестве дня рождения, однако ни одним англоязычным источником эта дата не подтверждается. Его предки были американскими пионерами, отправившимися в середине XIX века на запад континента в поисках лучшей доли. В 1918 году семья Миллеров переехала в Форт Морган, штат Колорадо, где он пошёл в среднюю школу. Осенью 1919 года он присоединился к школьной футбольной команде Maroons, которая выиграла конференцию по американскому футболу Северного Колорадо в 1920 году. Он был назван «Лучшим левым замыкающим» в Колорадо. Когда он окончил среднюю школу в 1921 году, он решил стать профессиональным музыкантом. В 1923 году Миллер поступил в Колорадский университет в Боулдере, где он присоединился к братству Сигма Ну (англ. Sigma Nu).
Первый тромбон 14-летнему Гленну подарил мясник, в лавке которого он временами подрабатывал (до этого он пробовал играть на корнете и мандолине). Он заиграл на нём в школьном танцевальном оркестре. 17-летний Гленн был так захвачен новомодными танцевальными ритмами, что в день вручения школьных аттестатов сбежал из дома, чтобы поиграть на танцах в оркестре городка Лэрами в штате Вайоминг. Уже в пору учёбы в Колорадском университете в 1923 году Миллер стал играть в университетском танцевальном оркестре. Через полтора года он бросил учёбу и отправился в Лос-Анджелес в составе оркестра Макса Фишера.

## Начало карьеры, становление
В 1920—1930-х годах Миллер работал как тромбонист и аранжировщик с Беном Поллаком и Редом Николсом, писал аранжировки для оркестра братьев Дорси, в котором выступал и как солист; записывался с Бенни Гудменом, изучал технику аранжировки. Он также играл за Виктора Янга, что позволило ему быть наставником других профессиональных музыкантов. Когда Гленна Миллера спросили, какое событие можно назвать поворотным пунктом в его музыкальной карьере, он ответил: «Интерес, который проявил ко мне Бен Поллак, когда пригласил играть в своём оркестре и писать для него аранжировки». Биг-бэнд Поллака был подлинным джаз-оркестром, и именно там Миллер прошёл джазовое крещение. В этом оркестре он встретил игравшего там Бенни Гудмена, с которым у него завязалась дружба, длившаяся всю жизнь. (Именно Гудмен одолжил Миллеру деньги на свадьбу, когда тот женился в 1928 году на Хелен Бёргер, за которой ухаживал ещё в Колорадском университете). Миллер продемонстрировал завидную джазовую интуицию, написав в 1931 году аранжировку композиции Уильяма Хэнди «Beal Street Blues» для гудменовского ансамбля «Сharleston Chasers», в которой предвосхитил многие стилистические черты музыки «короля свинга» последующих десятилетий. Он был также инициатором написания и соавтором (совместно с Джеком Тигарденом) вступительной части текста знаменитого «Basin Street Blues». Для бродвейской премьеры мюзикла Джорджа Гершвина «Безумная девушка» Миллер оркестровал несколько номеров.
Серьёзной подготовкой к руководству собственным оркестром стала для Миллера работа музыкальным руководителем оркестра братьев Джимми и Томми Дорси, которым он помог в 1934 году создать их первый оркестр, а также организация оркестра для английского бэнд-лидера Рэя Ноубла в 1935 году.

## Собственный оркестр

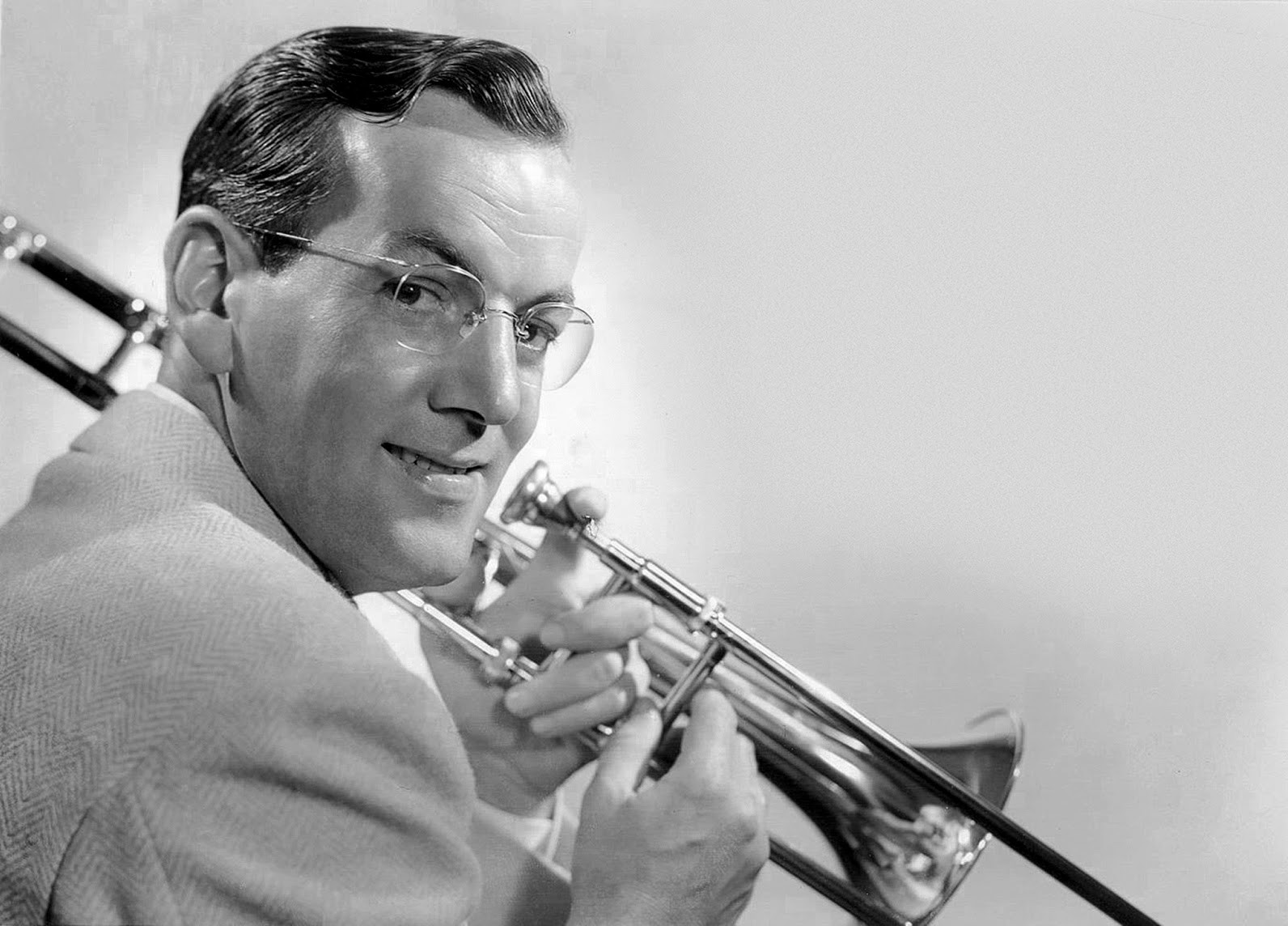
Гленн Миллер в 1942 году

В 1937 году Миллер решил реализовать свою мечту и собрать собственный биг-бэнд. Однако первый оркестр не вызвал особого интереса у публики и просуществовал лишь чуть более года. В январе 1938 года Миллер предпринял вторую попытку, включив в новый оркестр как своих старых друзей, так и рекомендованных ими музыкантов — саксофонистов Хэла Макинтайра и Текса Бенеке, трубача Боба Прайса, пианиста Чамми Макгрегора, басиста Ролли Бандока. Пели в оркестре Мэрион Хаттон и Рэй Эберли. Именно из этого ростка и взошло могучее древо миллеровского бэнда, звучанию которого подражают его бесчисленные музыкальные клоны в разных странах.
На этот раз Миллер неожиданно получил букинг в престижном казино «Глен Айленд», откуда велись радиотрансляции. Оркестр играл там весь летний сезон 1938 года. Осенью 1939 года биг-бэнд Миллера начал серию радиопередач, рекламирующих сигареты «Честерфилд», которые увеличили растущую популярность оркестра. Всё это принесло Миллеру контракт с крупнейшей фирмой звукозаписи RCA. Между сентябрём 1938 года и июлем 1942 года оркестр Гленна Миллера записал на пластинки более двухсот композиций. Среди них такая миллеровская классика, как «Chattanooga Choo-Choo», «Tuxedo Junction», «The American Patrol», «Kalamazoo», «Little Brown Jug», «Pennsylvania 6-5000», «String of Pearls». Визитной карточкой коллектива стала баллада самого Миллера «Moonlight Serenade», в истории создания которой обнаруживается российский след: тема была написана в качестве домашнего задания, полученного от эмигрировавшего в США композитора Иосифа Моисеевича Шиллингера, у которого Миллер брал уроки и изучал его систему, а автором окончательного текста этой песни стал уроженец Риги Михаил Пашелинский, работавший на Бродвее под псевдонимом Митчелл Пэриш.
Оркестр Гленна Миллера обрёл фантастическую, невиданную в джазе популярность, не меркнущую до нашего времени, за счёт расширения жанровой основы своей музыки. Обширный репертуар отличался тем, что помимо популярных бродвейских мелодий, тем из мюзиклов и прочих «стандартов» маэстро предложил слушателям оригинальные произведения, впервые прозвучавшие именно в его оркестре и определившие эстетику коллектива. Характерными были даже сами названия композиций, например, «Коктейль лунного света» или «Серенада в стиле блюз». Помимо мечтательных, лирико-романтических и элегических баллад особенную популярность снискали быстрые моторные пьесы, такие, как «Чаттануга Чу-Чу» («Chattanooga Choo-Choo») и «В настроении» («In the Mood»), ставшие первыми образцами танца, который в дальнейшем получит название джайв. Оркестр Миллера стал не только самым высокооплачиваемым оркестром в мире, но и самым востребованным оркестром конца 1930‑х — начала 1940‑х годов. Некоторые яркие музыканты, такие как Чарли Спивак и Текс Бенеке, набрались опыта в оркестре Миллера и потом создали свои весьма успешные оркестры.
Миллер был требовательным и необычайно педантичным лидером. В его оркестре, в отличие от биг-бэнда Дюка Эллингтона, царила железная дисциплина. На сцене были запрещены разговоры. Платки в нагрудных карманах пиджаков музыкантов должны были соответствовать цвету носков. Оркестрантам было приказано курить сигареты только спонсировавшей их марки «Честерфилд». Однако своим успехом оркестр Гленна Миллера был обязан не только деловым качествам его лидера, но и его выдающемуся таланту аранжировщика. Трубач и мультиинструменталист Бобби Хаккетт, которому Миллер давал играть соло как на трубе, так и на гитаре, называл своего шефа «гением аранжировки, способным несколькими штрихами придать новое звучание старой теме». Вот пример того, из какого материала росла музыка Миллера. В своё время Джо Гарленд написал музыку, которая была основана на композиции Флетчера Хендерсона «Hot and Anxious». Арти Шоу приспособил её для своего оркестра и часто исполнял, однако никогда не записывал, потому что её длительность не соответствовала трёхминутному ограничению одной стороны пластинки на 78 оборотов. Миллер заинтересовался этой пьесой, сделал в ней нужные, по его мнению, изменения, сократил и в результате превратил в один из популярнейших хитов своего бэнда — «In the Mood». Одно из изобретений Миллера-аранжировщика — так называемый «crystal chorus» — придавало уникальный колорит музыке его оркестра: верхний голос в группе саксофонов был поручен кларнету; со временем этот приём стал расхожим в джазе. Миллер одним из первых бэндлидеров увеличил секцию язычковых духовых (саксофонов) до пяти инструментов. Партитуры миллеровского оркестра остаются одними из наиболее востребованных в наши дни не только по причине неувядающей популярности, но ещё и потому, что, в отличие от тем, звучавших в других оркестрах (Б. Гудмена, А. Шоу, Т. Дорси, Г. Джеймса), не перегружены сольными партиями какого-либо одного инструмента — кларнета, тромбона, трубы и т. д.
Гленн Миллер имел строгий и довольно замкнутый характер. Он не был замечен ни в каких сомнительных делах и отношениях. Он был экономным, осторожным, скромным и порядочным человеком, что привлекало к нему таких же талантливых и небогатых артистов с самых первых попыток обосноваться и начать карьеру в Нью-Йорке, когда Миллер по бедности жил в одной комнате у своего друга Бена Гудмена. Друг и биограф Миллера Джордж Саймон отмечает, что он открывался лишь очень немногим близким людям. Его любимым изречением, как он сам говорил, было название одной из композиций Дюка Эллингтона: «Это не вещь, если в ней нет свинга».
Два популярнейших кинофильма, в которых снялся биг-бэнд Гленна Миллера — «Серенада солнечной долины» (1941) и «Жёны оркестрантов» (1942), — завершили восхождение его лидера на олимп американской популярной музыки. В «Серенаде» снималась норвежская чемпионка мира по фигурному катанию Соня Хени. Сюжет фильма был лишь поводом для оркестровых интермедий. Этот комичный развлекательный фильм, снятый в мирной Америке в разгар Второй мировой войны в Европе, в 1944 году был показан в Советском Союзе и стал глотком свежего музыкального воздуха для воюющей страны. Сразу же профессиональные и самодеятельные советские эстрадные оркестры начали копировать миллеровские оркестровки, и музыка «Серенады» (особенно «Moonlight Serenade» и «In the Mood») широко звучала в СССР вплоть до 1948 года, когда джаз и оджазированная эстрадная музыка были запрещены в СССР; тогда же запрещено было и употребление в советских СМИ слова «джаз». Спустя некоторое время «Чаттануга Чу-Чу» («Chattanooga Choo-Choo») в исполнении оркестра Гленна Миллера стала своеобразным «гимном» стиляг. Несмотря на то что миллеровский биг-бенд продолжает существовать и пользоваться в мире неизменной популярностью, многие в СССР думали, что этот музыкальный коллектив распался после гибели своего руководителя. С одобрения наследников Миллера был создан оркестр под названием "Glenn Miller Orchestra Under the Direction of Tex Beneke" под руководством самого Текса Бенеке, в котором все оркестровки и игру на рояле исполнял только что вернувшийся с войны в Европе Генри Мансини. Бенеке с оркестром Гленна Миллера успешно концертировал с 1946 года до последнего турне в 1998 году, когда после перенесённого инсульта сильно постаревший певец и саксофонист Бенеке собрал ещё оставшихся в живых музыкантов старой школы и молодых мастеров джаза и гастрольную серию концертов посвятил памяти Гленна Миллера.

## В годы войны
После вступления США в войну с Японией в декабре 1941 года Гленн Миллер решил записаться добровольцем во флот. Однако он вышел из призывного возраста (ему было 38 лет), и его прошение было отклонено. Тогда он написал в августе 1942 года письмо в министерство обороны, предлагая создать армейский оркестр для работы в войсках, «чтобы вдохнуть немного энергии в ноги наших марширующих солдат и немного больше радости в их сердца». Предложение Миллера было принято. 27 сентября 1942 года его оркестр дал свой последний концерт в Пассейике, штат Нью-Джерси. Находясь на вершине славы и успеха, Гленн Миллер распустил свой знаменитый бэнд.
Гленн Миллер был направлен в ВВС. Капитан Гленн Миллер служил сначала в тылу в качестве помощника офицера в Южном учебном центре ВВС (Максвелл, Монтгомери, штат Алабама), в декабре 1942 года. Он играл на тромбоне с танцевальной группой Rhythmaires в Монтгомери и в клубах по интересам, и залах отдыха Максвелла. Миллер также выступал на местных радиостанциях WAPI (Бирмингем, штат Алабама) и WSFA радио (Монтгомери).
Миллер первоначально формирует большой оркестр, который должен был стать основой сети оркестров. Попытки Миллера модернизировать военную музыку встречали некоторое сопротивление со стороны консервативно настроенных офицеров, например аранжировка Миллера «St. Louis Blues March», в сочетании блюза и джаза с традиционным военным маршем. Еженедельная радиопередача Миллера «I Sustain the Wings» («Я поддерживаю Крылья»), для которой он написал в соавторстве одноименную песню, была очень популярна.
В июне 1943 года его Армейский оркестр военно-воздушных сил (англ. Glenn Miller Army Air Force Band) в составе 45 музыкантов стал реальностью. К оркестру были прикомандированы популярные эстрадные вокалисты — Джонни Дезмонд, Тони Мартин и Дайна Шор. В новый оркестр Миллер, следуя примеру Арти Шоу, включил большую группу струнных. В июле того же года военный оркестр во главе с капитаном (впоследствии майором) Миллером был переправлен в Лондон, где размещался штаб американских вооруженных сил в Европе. В Англии в течение последующих пяти с половиной месяцев биг-бэнд американских ВВС выступал на военных базах союзников и играл на радио Би-би-си. Интенсивность его работы была поразительной. Миллер писал в одном из писем жене, что в течение одного месяца его оркестр 35 раз выступил в войсках и участвовал в 40 радиопрограммах. Любопытно, что биг-бэнд Миллера принимал участие в серии пропагандистских музыкальных радиопередач, предназначавшихся для немецких войск: джаз был запрещён в нацистской Германии.
Подводя итоги военной карьеры Гленна Миллера, генерал Джимми Дулитл сказал: «Наряду с письмом из дома его оркестр был для солдата величайший моральным вдохновителем на европейском театре военных действий».
В Лондоне Миллер чудом избежал гибели. По приезде в британскую столицу его биг-бэнд был расквартирован на Слоун-стрит. Этот район особенно часто подвергался налётам немецких бомбардировщиков и ракет «Фау-1». Опасаясь за жизнь музыкантов, Миллер добился 2 июля 1944 года передислокации своего оркестра в Бедфорд. На следующий день мощная авиабомба разрушила лондонское здание, где до этого размещался оркестр Миллера; при этом погибло 100 человек.

## Предполагаемая гибель

### Исчезновение
Война близилась к концу, союзники освободили Париж. Планировалась переброска оркестра Миллера на континент. Майор Гленн Миллер должен был вылететь в Париж, чтобы подготовить там условия для предстоящего рождественского выступления своего оркестра в зале «Олимпия». 15 декабря 1944 года он вылетел во Францию на небольшом одномоторном самолёте «Норсман С-64» с авиабазы «Твинвуд Фарм». Стоял густой туман; даже птицы, как заметил перед отлётом Миллер, опустились на землю. Самолёт, в котором он летел, так и не достиг Франции, его след затерялся где-то над Ла-Маншем. Ни тело Миллера, ни остатки его самолёта не были найдены.

### Версии гибели
Поклонники оркестра Миллера не верили в его гибель. Возникли слухи и версии. По одной версии, Миллер был захвачен в плен немецким отрядом во главе с Отто Скорцени, подвергся пыткам и был забит до смерти. По другой версии, самолёт Гленна был сбит немцами над Ла-Маншем, однако в тот день не наблюдалось вылетов самолётов Люфтваффе. По третьей, попутчик Миллера полковник Норман Безелл, связанный с «чёрным рынком», застрелил Миллера и пилота и посадил самолёт во Франции. В 1983 году брат Гленна Миллера Герб объявил о том, что Гленн Миллер скончался от рака лёгкого в парижской больнице, а историю с катастрофой придумал он, потому что брат хотел умереть «как герой, а не на мерзкой больничной койке». В пользу этой версии говорит отсутствие каких-либо поисковых мероприятий, плохое состояние здоровья и мрачные предчувствия, отмечавшиеся у Гленна Миллера незадолго до исчезновения. Последней версией гибели Миллера стала публикация журналиста Удо Ульфкотте в немецком таблоиде «Бильд» в 1998 году, где он утверждал, что, работая в архиве Пентагона, наткнулся на несколько секретных документов, из которых явствовало, что Гленн Миллер скончался от сердечного приступа 15 декабря 1944 года в парижском борделе в объятьях проститутки и что военное командование решило скрыть смерть, чтобы не подрывать воинского духа союзных армий. Проверка показала, что всё это было уткой.

### Наиболее достоверная версия

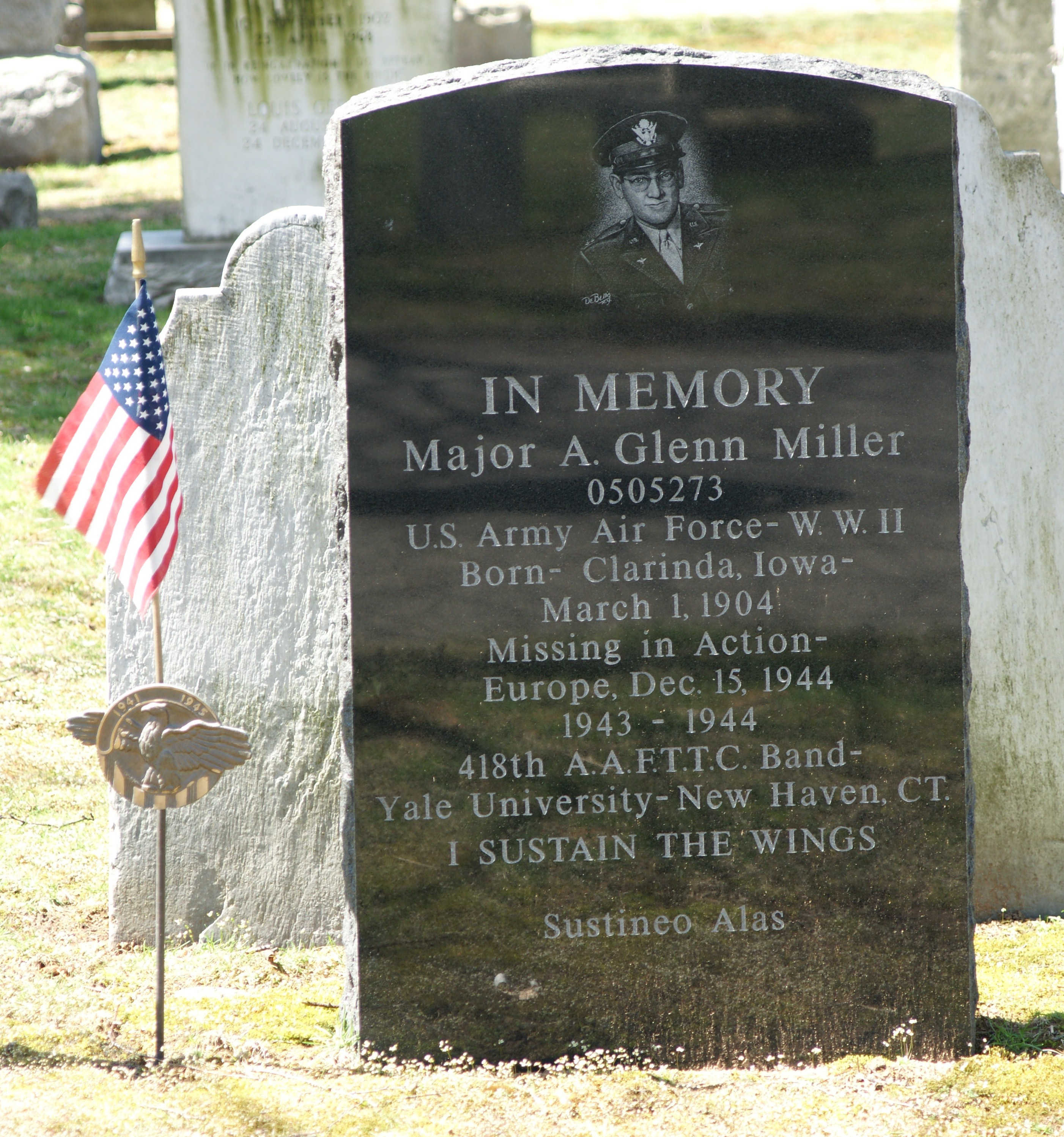
Кенотаф Гленна Миллера на кладбище Грув-Стрит в Нью-Хейвене

Впервые достоверная информация о гибели Глена Миллера появилась в апреле 1999 года, когда на лондонском аукционе «Сотбис» был продан бортовой журнал военных лет одного из бомбардировщиков британских ВВС. Его второй пилот Фред Шоу поведал тогда журналистам, что самолёт, на котором Гленн Миллер летел во Францию, стал жертвой бомб, сброшенных в Ла-Манш его эскадрильей. В канун нового 2002 года по британскому телевидению был показан документальный фильм под названием «Последний полёт Гленна Миллера», в котором Шоу рассказал, как это произошло. Эскадрилья британских бомбардировщиков возвращалась из Бельгии, где ей не удалось выйти на цель и отбомбиться: не подоспели истребители прикрытия. Инструкция запрещает посадку бомбардировщиков с грузом бомб, поэтому «ланкастеры» должны были до возвращения на свой аэродром сбросить бомбы в море. Для этой цели в Ла-Манше была выделена специальная зона. Шоу никогда до этого не видел бомбометания, поэтому, когда его самолёт достиг этой зоны, он посмотрел вниз и увидел под собой маленький одномоторный «Норсман С-64». Моноплан летел низко над водой и под ним рвались бомбы. «Я тогда ещё сказал нашему пулемётчику, — рассказывает Фред Шоу, — „посмотри, что делается внизу, там самолёт“. И он мне ответил: „Да, вижу“… Я видел, как этот самолёт вошёл в пике и исчез в проливе». Бывший пилот утверждал, что до 1956 года, когда на экраны вышел фильм «История Гленна Миллера» с Джеймсом Стюартом в главной роли, он никак не связывал этот эпизод с Гленном Миллером. На закономерный вопрос, как ему удалось опознать «Норсман» — самолёт канадского производства, очень редкий в Англии (несколько «Норсманов» были лишь на американских базах), — Шоу ответил, что проходил лётную подготовку в Манитобе и хорошо знает эти самолёты.
Ещё более достоверной сделало эту версию гибели Гленна Миллера участие в фильме историка авиации, сотрудника архива британских ВВС Роя Несбита, который потратил несколько лет на выяснение обстоятельств гибели знаменитого музыканта. По словам Несбита, зона для сброса бомбового груза перед посадкой самолётов британских ВВС находилась примерно в двух милях от воздушного коридора, по которому должны были летать на континент самолёты союзников. У пилота миллеровского самолёта не было опыта полёта в густом тумане вслепую, и он вполне мог сбиться с маршрута. Кроме того, известно, что на «Норсманах» не было устройства для борьбы с оледенением, так что пилот самолёта Миллера не мог зимой лететь выше полосы тумана и туч. В такую погоду у него оставалась лишь одна альтернатива — прижиматься как можно ближе к земле (воде). Единственная проблема, которую не удавалось разрешить британскому историку, состояла в том, что время появления британской эскадрильи в зоне бомбометания, согласно её бортовым журналам, и время возможного появления там самолёта Миллера, учитывая время его вылета и скорость, разнятся в один час. «Я долго ломал голову, в чём здесь дело, — рассказывает Рой Несбит, — пока не выяснил, что американские пилоты при расчётах пользовались местным временем, тогда как британские — временем по Гринвичу, а между ними час разницы».
Когда английский эксперт запросил министерство обороны и попросил проверить его расчёты, ему ответили: «В ваших расчётах нет ошибок, однако их доказательство покоится на дне Ла-Манша».

## Цитаты
«…За его спокойной, но строгой внешностью скрывался активный, пытливый ум, прекрасно понимавший и глубоко уважавший всё, что есть хорошего в музыке и в людях; ум сильного, но чувствительного человека, который достиг столь многого за столь короткое время и который, безусловно, достиг бы ещё большего, если бы у него была такая возможность».
Джордж Саймон, исследователь джаза.

Для меня музыка Гленна Миллера — не сегодня и не вчера, она вне всякого времени, как огонь в очаге. И так же греет.
Борис Гребенщиков

## Произведения
Музыкальные композиции, получившие наибольшую известность и популярность в исполнении Гленна Миллера:
- «Я знаю почему» / «I Know Why» из фильма Серенада Солнечной долины (1941).
- «В настроении» / «In the Mood» из фильма Серенада Солнечной долины (1941).
- «Перекрёсток смокинг» / «Tuxedo Junction»
- «Поезд на Чаттанугу» (Чаттануга Чу-чу) / «Chattanooga Choo Choo» из фильма Серенада Солнечной долины (1941).
- «Серенада лунного света» / «Moonlight Serenade».
- «Маленький коричневый кувшинчик» / «Little Brown Jug».
- «Пенсильвания 6-5000» / «Pennsylvania 6-5000».
- «Сонное время девчонки» / «англ. Sleepy Time Gal».
- Оркестр Г. Миллера, Сёстры Эндрюс. «Не сиди под яблоней (с кем-то, кроме меня)» / «Don't Sit Under the Apple Tree (with Anyone Else but Me)».
- «Американский патруль» / «American Patrol»

С участием оркестра Гленна Миллера были сняты фильмы «Серенада солнечной долины» (1941), «Жёны оркестрантов» (1942).

## Памяти Гленна Миллера
- В 1953 году был снят фильм «История Гленна Миллера» с Джеймсом Стюартом в главной роли. В 1955 году фильм получил премию «Оскар» за лучшую звукозапись.
- В 1983 году в Великобритании был снят документальный фильм «Гленн Миллер. Полуночная серенада». Этот фильм был показан по каналу 100 ТВ в 2009 году по случаю 105-летия со дня рождения Миллера.
- В 2005 году на русском языке вышла книга Д. Саймона «Гленн Миллер и его оркестр» с нотным приложением наиболее популярных тем оркестра.
- В 2011 году вышла новая книга о Гленне Миллере. Автор В. Учаев[11]. «Книга о выдающемся джазовом музыканте Гленне Миллере и Юрии Владимировиче Андропове. Выдающийся джазовый музыкант Олтон Гленн Миллер и Генеральный секретарь ЦК КПСС».